# Всё впереди (фильм)
«Всё впереди» — советско-французский художественный фильм 1990 года по мотивам романа Василия Белова.

## Сюжет
Экранизация одного из самых ярких романов мастера русской прозы, «деревенщика» Василия Белова.
Не выдержав измены жены в загранкомандировке и неурядиц на работе, талантливый учёный спивается, очищается и становится деревенским жителем, возвращаясь к своим истокам.

## В ролях
- Борис Невзоров — Дмитрий Медведев, физик
- Владимир Гостюхин — Александр Иванов
- Сергей Сазонтьев — Владислав Зуев
- Лариса Удовиченко — Наталья
- Татьяна Петрова — Любовь Медведева
- Аристарх Ливанов — Михаил Бриш
- Александр Пороховщиков — Аркадий, совпред во Франции
- Рене Вотье — Матвей Мирский
- Сергей Смирнов — Евгений Грузь
- Татьяна Конюхова — мать Любы
- Виктория Юдицкая — Вера, дочь Медведевых

## Интересные факты
- Фильм выпускался в 1997 году на лицензионном видео российским дистрибьютором «Варт-Видео».
- Главную роль в фильме должен был играть Вадим Спиридонов, но он скончался перед съёмками.
- Одно из мест съёмок фильма — село Радонеж Московской области у памятника Сергию Радонежскому.